# Оцелул (стадіон)
Стадіон Оцелул — стадіон у місті Галац, Румунія Використовується для футбольних матчів і є домашнім стадіоном Оцелул (Галаці).

## Історія
Стадіон побудовано в 1982 році.
Ігрове покриття, роздягальні та трибуни були модернізовані на початку 2006 року. 20 квітня 2011 року комісія Румунської федерації футболу схвалила результати проведеної компанією ELBA Timișoara реконструкції освітлення.
Арена «Оцелул» розташована в районі «Цігліна III» міста Галац. Вона була спеціально побудована для проведення футбольних матчів, без традиційної легкоатлетичної доріжки. Трибуни I та II складаються з п'яти секторів, тоді як газон має три сектори. Офіційним спонсором команди, яка допомогла модернізувати арену, є Галацький металургійний комбінат (Liberty Galati-SA Siderurgic Combine).

## Галерея

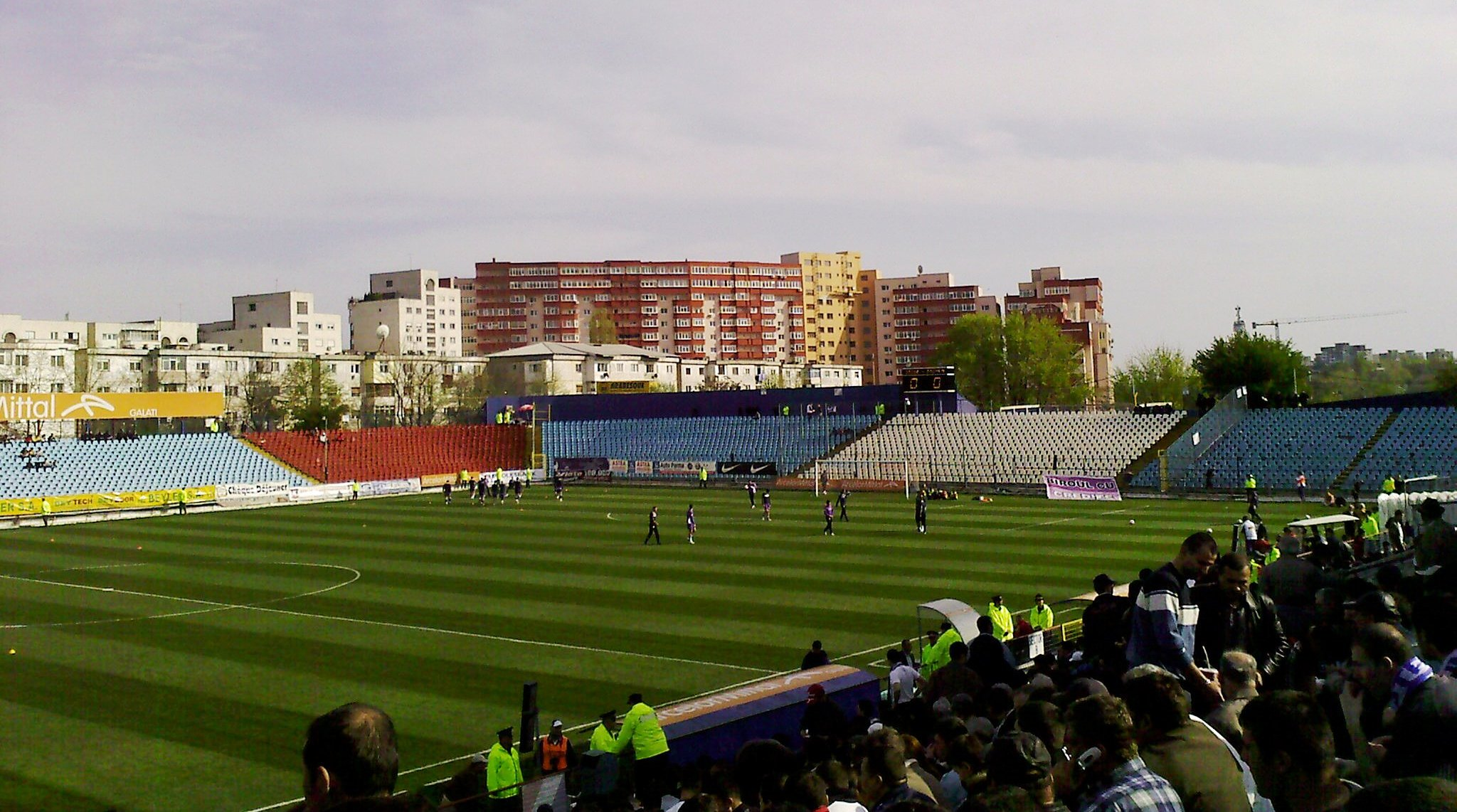
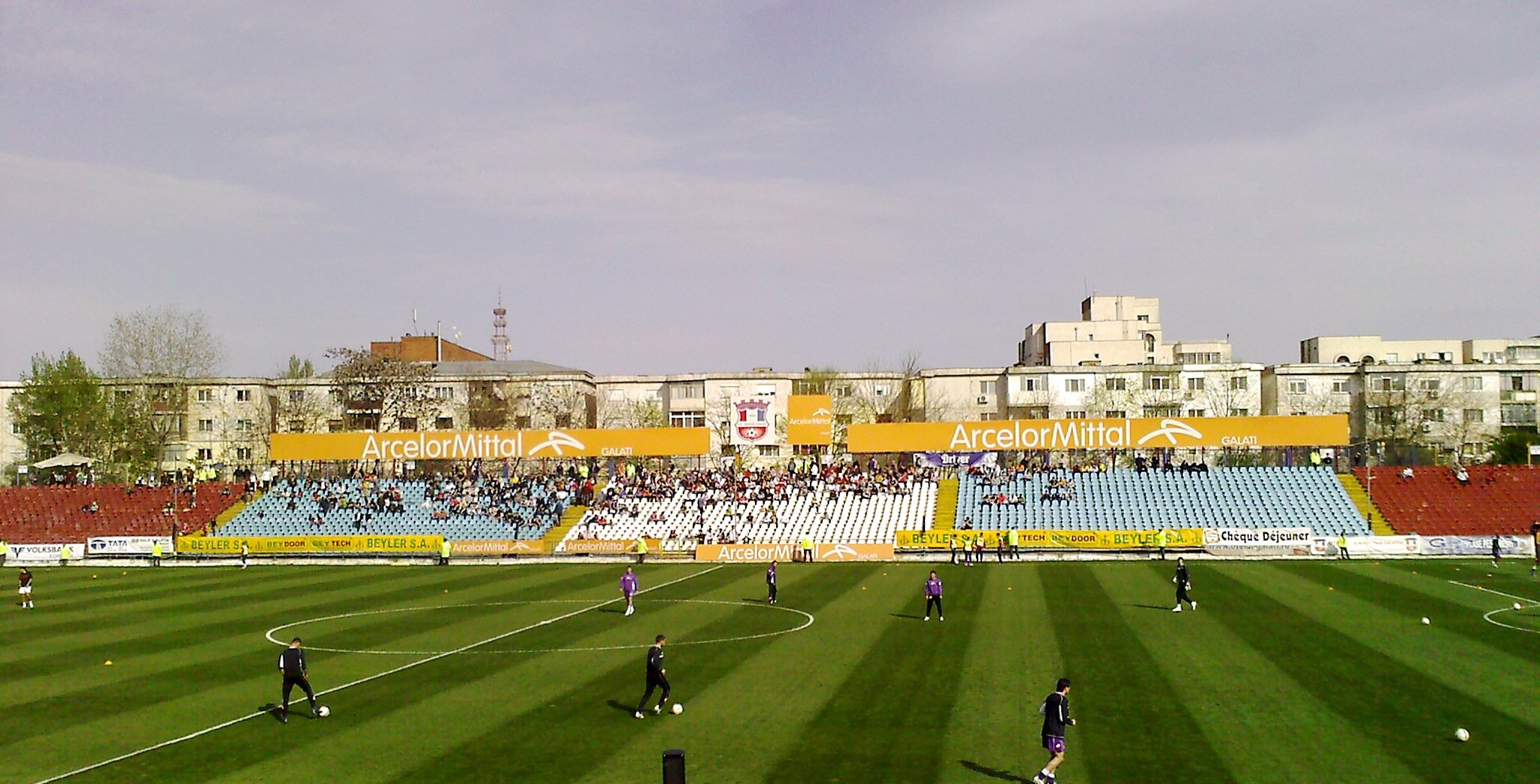
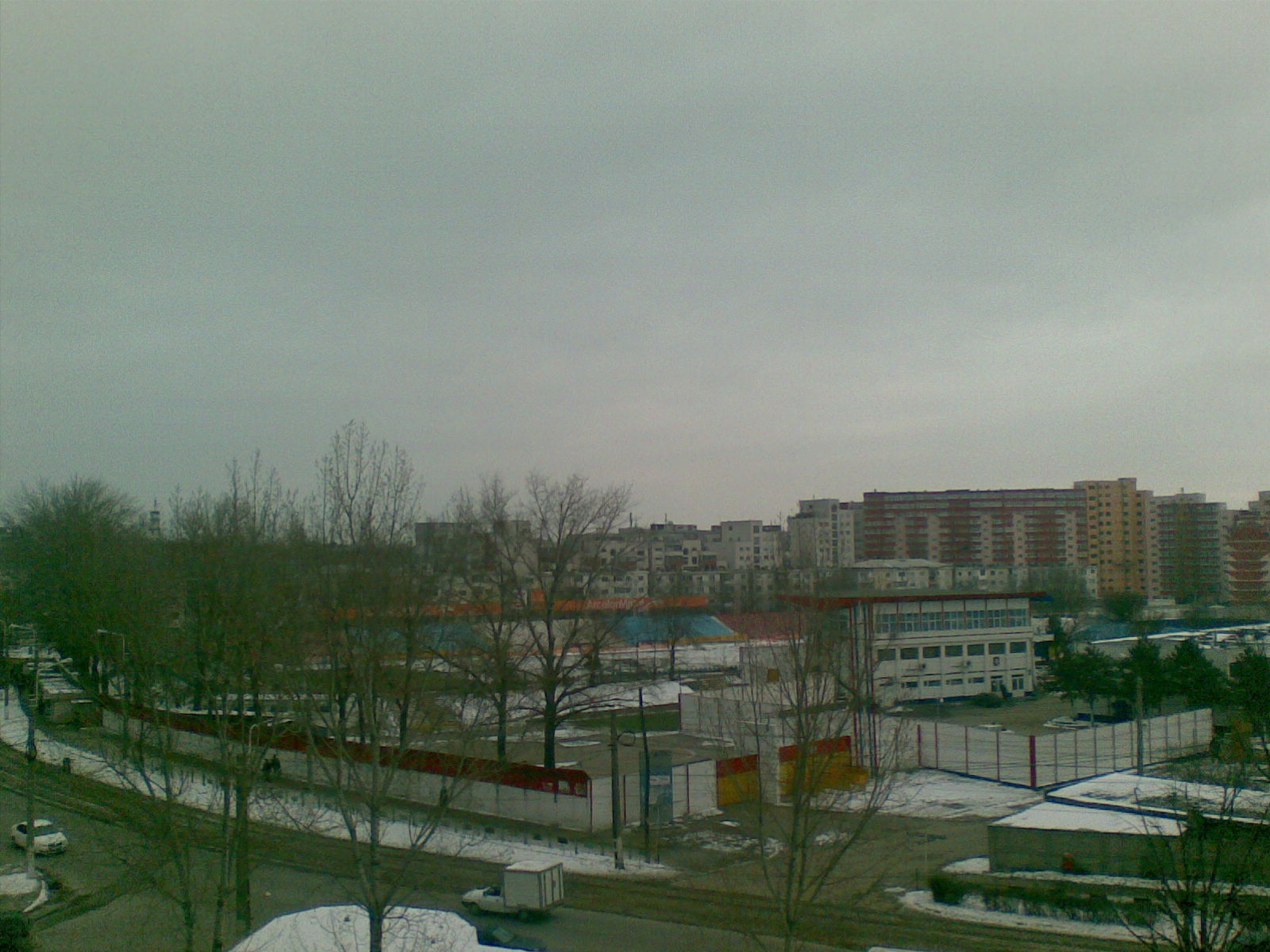
Зовнішній вигляд